# Bros kalkkopje
Het bros kalkkopje (Physarum contextum) is een slijmzwam behorend tot de familie Physaraceae. Het leeft saprotroof in loofbossen op kruidachtige plantendelen en kegels.

## Verspreiding
In Nederland komt het zeldzaam voor. 